# Élections législatives de 1997 dans le Loiret
Les élections législatives françaises de 1997 se déroulent les 25 et 1er juin 1997. Dans le département du Loiret, cinq députés sont à élire dans le cadre de cinq circonscriptions.

## Élus
| Circonscription | Député sortant     | Parti | Parti     | Député élu ou réélu | Parti | Parti     |
| --------------- | ------------------ | ----- | --------- | ------------------- | ----- | --------- |
| 1e              | Antoine Carré      |       | UDF (PR)  | Antoine Carré       |       | UDF (PR)  |
| 2e              | Éric Doligé        |       | RPR       | Éric Doligé         |       | RPR       |
| 3e              | Jean-Louis Bernard |       | UDF (Rad) | Jean-Louis Bernard  |       | UDF (Rad) |
| 4e              | Xavier Deniau      |       | RPR       | Xavier Deniau       |       | RPR       |
| 5e              | Jean-Paul Charié   |       | RPR       | Jean-Paul Charié    |       | RPR       |

## Résultats

### Résultats à l'échelle du département
| Parti          | Parti                                     | Premier tour | Premier tour | Second tour | Second tour | Sièges |
| Parti          | Parti                                     | Voix         | %            | Voix        | %           | Sièges |
| -------------- | ----------------------------------------- | ------------ | ------------ | ----------- | ----------- | ------ |
|                | Rassemblement pour la République          | 46 620       | 18,20        | 88 168      | 34,26       | 3      |
|                | Union pour la démocratie française        | 32 227       | 12,58        | 54 153      | 21,04       | 2      |
|                | La Droite indépendante                    | 9 928        | 3,88         |             |             | 0      |
|                | Divers droite                             | 8 965        | 3,50         | 0           |             |        |
|                | Mouvement des réformateurs                | 222          | 0,09         | 0           |             |        |
|                | Droite parlementaire                      | 97 962       | 38,24        | 142 321     | 55,30       | 5      |
|                |                                           |              |              |             |             |        |
|                | Parti socialiste                          | 52 013       | 20,31        | 75 215      | 29,22       | 0      |
|                | Parti communiste français                 | 25 342       | 9,89         |             |             | 0      |
|                | Les Verts                                 | 14 823       | 5,79         | 22 971      | 8,92        | 0      |
|                | Mouvement des citoyens dont Divers gauche | 734          | 0,29         |             |             | 0      |
|                | Gauche plurielle                          | 92 912       | 36,27        | 98 186      | 38,15       | 0      |
|                |                                           |              |              |             |             |        |
|                | Front national                            | 41 977       | 16,39        | 16 877      | 6,56        | 0      |
|                | Divers écologiste dont LT-LNÉ, MÉI et GÉ  | 13 508       | 5,27         |             |             | 0      |
|                | Extrême gauche dont LCR, LO, PT et SÉGA   | 9 794        | 3,82         | 0           |             |        |
|                |                                           |              |              |             |             |        |
| Inscrits       | Inscrits                                  | 391 913      | 100,00       | 391 857     | 100,00      | 5      |
| Abstentions    | Abstentions                               | 122 291      | 31,2         | 110 784     | 28,27       |        |
| Votants        | Votants                                   | 269 622      | 68,8         | 281 073     | 71,73       |        |
| Blancs et nuls | Blancs et nuls                            | 13 469       | 5            | 23 689      | 8,43        |        |
| Exprimés       | Exprimés                                  | 256 153      | 95           | 257 384     | 91,57       |        |

### Résultats par circonscription

#### Première circonscription (Orléans-Sud)
| Candidat       | Candidat                    | Parti          | Premier tour | Premier tour | Second tour | Second tour |  |
| Candidat       | Candidat                    | Parti          | Voix         | %            | Voix        | %           |  |
| -------------- | --------------------------- | -------------- | ------------ | ------------ | ----------- | ----------- |  |
|                | Antoine Carré sortant réélu | UDF (PR)       | 15 790       | 32,99        | 26 166      | 51,13       |  |
|                | Jean-Pierre Sueur           | PS             | 15 756       | 32,92        | 25 005      | 48,87       |  |
|                | Xavier Guillemot            | FN             | 5 891        | 12,31        |             |             |  |
|                | Luc Ricoud                  | PCF            | 2 890        | 6,04         |             |             |  |
|                | André Brugnon               | LDI (MPF)      | 1 846        | 3,86         |             |             |  |
|                | Christiane Hauchère         | LO             | 1 499        | 3,13         |             |             |  |
|                | David Martin                | Les Verts      | 1 486        | 3,1          |             |             |  |
|                | Isabelle Lahitte            | GÉ             | 942          | 1,97         |             |             |  |
|                | Cécile Richard              | MÉI            | 914          | 1,91         |             |             |  |
|                | Jean-Pierre Perrin          | SÉGA           | 737          | 1,54         |             |             |  |
|                | Maurice Bonjean             | Divers gauche  | 112          | 0,23         |             |             |  |
|                | Hadj Krour                  | Divers droite  | 0            | 0            |             |             |  |
|                |                             |                |              |              |             |             |  |
| Inscrits       | Inscrits                    | Inscrits       | 72 871       | 100,00       | 72 848      | 100,00      |  |
| Abstentions    | Abstentions                 | Abstentions    | 22 703       | 31,16        | 18 798      | 25,8        |  |
| Votants        | Votants                     | Votants        | 50 168       | 68,84        | 54 050      | 74,2        |  |
| Blancs et nuls | Blancs et nuls              | Blancs et nuls | 2 305        | 4,59         | 2 879       | 5,33        |  |
| Exprimés       | Exprimés                    | Exprimés       | 47 863       | 95,41        | 51 171      | 94,67       |  |

#### Deuxième circonscription (Orléans-Ouest)
| Candidat       | Candidat                  | Parti          | Premier tour | Premier tour | Second tour | Second tour |  |
| Candidat       | Candidat                  | Parti          | Voix         | %            | Voix        | %           |  |
| -------------- | ------------------------- | -------------- | ------------ | ------------ | ----------- | ----------- |  |
|                | Éric Doligé sortant réélu | RPR            | 15 433       | 32,65        | 25 926      | 53,02       |  |
|                | Nino-Anne Dupieux         | Les Verts (PS) | 10 608       | 22,44        | 22 971      | 46,98       |  |
|                | Michel Rothe              | FN             | 6 930        | 14,66        |             |             |  |
|                | Michel Guérin             | PCF            | 6 041        | 12,78        |             |             |  |
|                | Pascal Guérin             | LDI (MPF)      | 2 643        | 5,59         |             |             |  |
|                | Patrick Costard           | LO             | 1 646        | 3,48         |             |             |  |
|                | Éric Warusfel             | GÉ             | 1 605        | 3,4          |             |             |  |
|                | Bruno Duval               | MÉI            | 1 074        | 2,27         |             |             |  |
|                | Raynaldo Ruiz             | LCR            | 665          | 1,41         |             |             |  |
|                | Marcelle Boucherie        | MDC            | 622          | 1,32         |             |             |  |
|                |                           |                |              |              |             |             |  |
| Inscrits       | Inscrits                  | Inscrits       | 74 151       | 100,00       | 74 147      | 100,00      |  |
| Abstentions    | Abstentions               | Abstentions    | 24 245       | 32,7         | 21 583      | 29,11       |  |
| Votants        | Votants                   | Votants        | 49 906       | 67,3         | 52 564      | 70,89       |  |
| Blancs et nuls | Blancs et nuls            | Blancs et nuls | 2 639        | 5,29         | 3 667       | 6,98        |  |
| Exprimés       | Exprimés                  | Exprimés       | 47 267       | 94,71        | 48 897      | 93,02       |  |

#### Troisième circonscription (Orléans-Est)
| Candidat       | Candidat                         | Parti             | Premier tour | Premier tour | Second tour | Second tour |  |
| Candidat       | Candidat                         | Parti             | Voix         | %            | Voix        | %           |  |
| -------------- | -------------------------------- | ----------------- | ------------ | ------------ | ----------- | ----------- |  |
|                | Jean-Louis Bernard sortant réélu | UDF (Rad)         | 16 437       | 32,57        | 27 987      | 52,64       |  |
|                | Jean-Pierre Lapaire              | PS                | 14 194       | 28,12        | 25 180      | 47,36       |  |
|                | Willy Lebrard                    | FN                | 8 386        | 16,62        |             |             |  |
|                | Sylvie Prat                      | PCF               | 3 400        | 6,74         |             |             |  |
|                | Philippe Clément                 | Divers écologiste | 1 980        | 3,92         |             |             |  |
|                | Jean-Charles Benaich             | LDI (MPF)         | 1 796        | 3,56         |             |             |  |
|                | Abdelkrim Saadani                | LO                | 1 281        | 2,54         |             |             |  |
|                | Pascal Bouclet                   | GÉ                | 1 094        | 2,17         |             |             |  |
|                | Christian Beaudin                | MÉI               | 964          | 1,91         |             |             |  |
|                | Serge Vitel                      | LT-LNÉ            | 937          | 1,86         |             |             |  |
|                |                                  |                   |              |              |             |             |  |
| Inscrits       | Inscrits                         | Inscrits          | 78 158       | 100,00       | 78 156      | 100,00      |  |
| Abstentions    | Abstentions                      | Abstentions       | 24 995       | 31,98        | 21 397      | 27,38       |  |
| Votants        | Votants                          | Votants           | 53 163       | 68,02        | 56 759      | 72,62       |  |
| Blancs et nuls | Blancs et nuls                   | Blancs et nuls    | 2 694        | 5,07         | 3 592       | 6,33        |  |
| Exprimés       | Exprimés                         | Exprimés          | 50 469       | 94,93        | 53 167      | 93,67       |  |

#### Quatrième circonscription (Montargis - Gien)
| Candidat       | Candidat                    | Parti          | Premier tour | Premier tour | Second tour | Second tour |  |
| Candidat       | Candidat                    | Parti          | Voix         | %            | Voix        | %           |  |
| -------------- | --------------------------- | -------------- | ------------ | ------------ | ----------- | ----------- |  |
|                | Xavier Deniau sortant réélu | RPR            | 11 818       | 20,91        | 32 378      | 65,74       |  |
|                | Maurice Etienne             | FN             | 10 916       | 19,31        | 16 877      | 34,26       |  |
|                | François Bonneau            | PS             | 10 058       | 17,79        |             |             |  |
|                | Max Nublat                  | PCF            | 8 562        | 15,15        |             |             |  |
|                | Jean-Charles Paré           | diss. RPR      | 7 334        | 12,97        |             |             |  |
|                | Frédéric Bauche             | Divers droite  | 1 631        | 2,89         |             |             |  |
|                | Annie Cassin                | LO             | 1 578        | 2,79         |             |             |  |
|                | Muriel Mercadier-Girardin   | LDI (MPF)      | 1 370        | 2,42         |             |             |  |
|                | Martine Paudex              | GÉ             | 1 249        | 2,21         |             |             |  |
|                | Jean-Luc Burgunder          | Les Verts      | 1 222        | 2,16         |             |             |  |
|                | Thierry Lavoux              | MÉI            | 568          | 1            |             |             |  |
|                | Jacques-Éric Tazartes       | MDR            | 222          | 0,39         |             |             |  |
|                |                             |                |              |              |             |             |  |
| Inscrits       | Inscrits                    | Inscrits       | 86 196       | 100,00       | 86 179      | 100,00      |  |
| Abstentions    | Abstentions                 | Abstentions    | 26 799       | 31,09        | 27 193      | 31,55       |  |
| Votants        | Votants                     | Votants        | 59 397       | 68,91        | 58 986      | 68,45       |  |
| Blancs et nuls | Blancs et nuls              | Blancs et nuls | 2 869        | 4,83         | 9 731       | 16,5        |  |
| Exprimés       | Exprimés                    | Exprimés       | 56 528       | 95,17        | 49 255      | 83,5        |  |

#### Cinquième circonscription (Pithiviers)
| Candidat       | Candidat                       | Parti          | Premier tour | Premier tour | Second tour | Second tour |  |
| Candidat       | Candidat                       | Parti          | Voix         | %            | Voix        | %           |  |
| -------------- | ------------------------------ | -------------- | ------------ | ------------ | ----------- | ----------- |  |
|                | Jean-Paul Charié sortant réélu | RPR            | 19 369       | 35,85        | 29 864      | 54,4        |  |
|                | Chantal Cornier-Estève         | PS             | 12 005       | 22,22        | 25 030      | 45,6        |  |
|                | Bernard Chauvet                | FN             | 9 854        | 18,24        |             |             |  |
|                | Alain Romero                   | PCF            | 4 449        | 8,23         |             |             |  |
|                | Gautier Béranger               | LDI (CNIP)     | 2 273        | 4,21         |             |             |  |
|                | Patrick Lamiable               | LO             | 1 696        | 3,14         |             |             |  |
|                | Gérard Gascoin                 | Les Verts      | 1 507        | 2,79         |             |             |  |
|                | Marie-Françoise Guéreau        | GÉ             | 1 458        | 2,7          |             |             |  |
|                | Gertrude Rodin                 | MÉI            | 723          | 1,34         |             |             |  |
|                | Alain Gillard                  | PT             | 692          | 1,28         |             |             |  |
|                |                                |                |              |              |             |             |  |
| Inscrits       | Inscrits                       | Inscrits       | 80 537       | 100,00       | 80 527      | 100,00      |  |
| Abstentions    | Abstentions                    | Abstentions    | 23 549       | 29,24        | 21 813      | 27,09       |  |
| Votants        | Votants                        | Votants        | 56 988       | 70,76        | 58 714      | 72,91       |  |
| Blancs et nuls | Blancs et nuls                 | Blancs et nuls | 2 962        | 5,2          | 3 820       | 6,51        |  |
| Exprimés       | Exprimés                       | Exprimés       | 54 026       | 94,8         | 54 894      | 93,49       |  |